# 分水镇 (遂宁市)
分水镇，是中华人民共和国四川省遂宁市安居区下辖的一个乡镇级行政单位。

## 行政区划
分水镇下辖以下地区：
民兴社区、夹石槽村、魏家沟村、窑井沟村、下白匹村、上白匹村、归集寺村、花牌坊村、小金家村、李家湾村、柑子园村、范家沟村、大竹山村、黄林垭村、虎岩沟村、发财垭村、曾家沟村、油草沟村、猫猫沟村、苏家河村、干坝子村、水口寺村、大码口村、黄桷桥村和太阳桥村。